# گذرنامه سیشلی

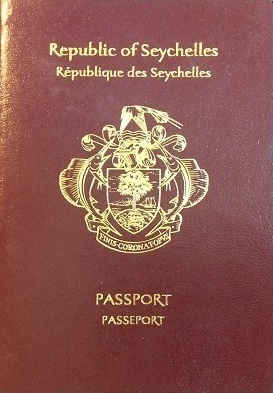
نمایی از یک‌نسخه گذرنامهٔ سیشلی در سال ۲۰۱۹

گذرنامهٔ سیشلی یک مدرک سفر بین‌المللی است که توسط کشور سیشل صادر می‌شود و بنا بر داده‌های سال ۲۰۲۳، دارندگان آن می‌توانستند به ۱۵۵ کشور دیگر بدون دریافت ویزا سفر کنند یا ویزا را در بدو ورود دریافت نمایند. این گذرنامه بر اساس رتبه‌بندی شاخص گذرنامهٔ هنلی در سال ۲۰۲۳ در رتبهٔ ۲۴ قرار داشت.